# Belga–holland határvita

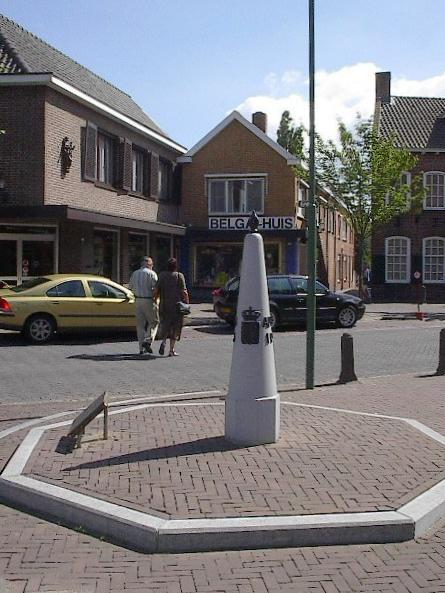
Szimbolikus határkő

A belga–holland határvita Belgium 1830-as függetlenségétől a mai napig – vagyis 195 éve – tartó határvita, ami két határmenti településen belül kialakult összesen 22 enklávé és exklávé miatt keletkezett. A két település a belga Baarle-Hertog és a holland Baarle-Nassau, illetve egy enklávé már a szintén holland Loveren településben található. Van vélekedés, mely szerint a földterületek nagy száma miatt a két ország között van a világon a legtöbb határvita.

## Története

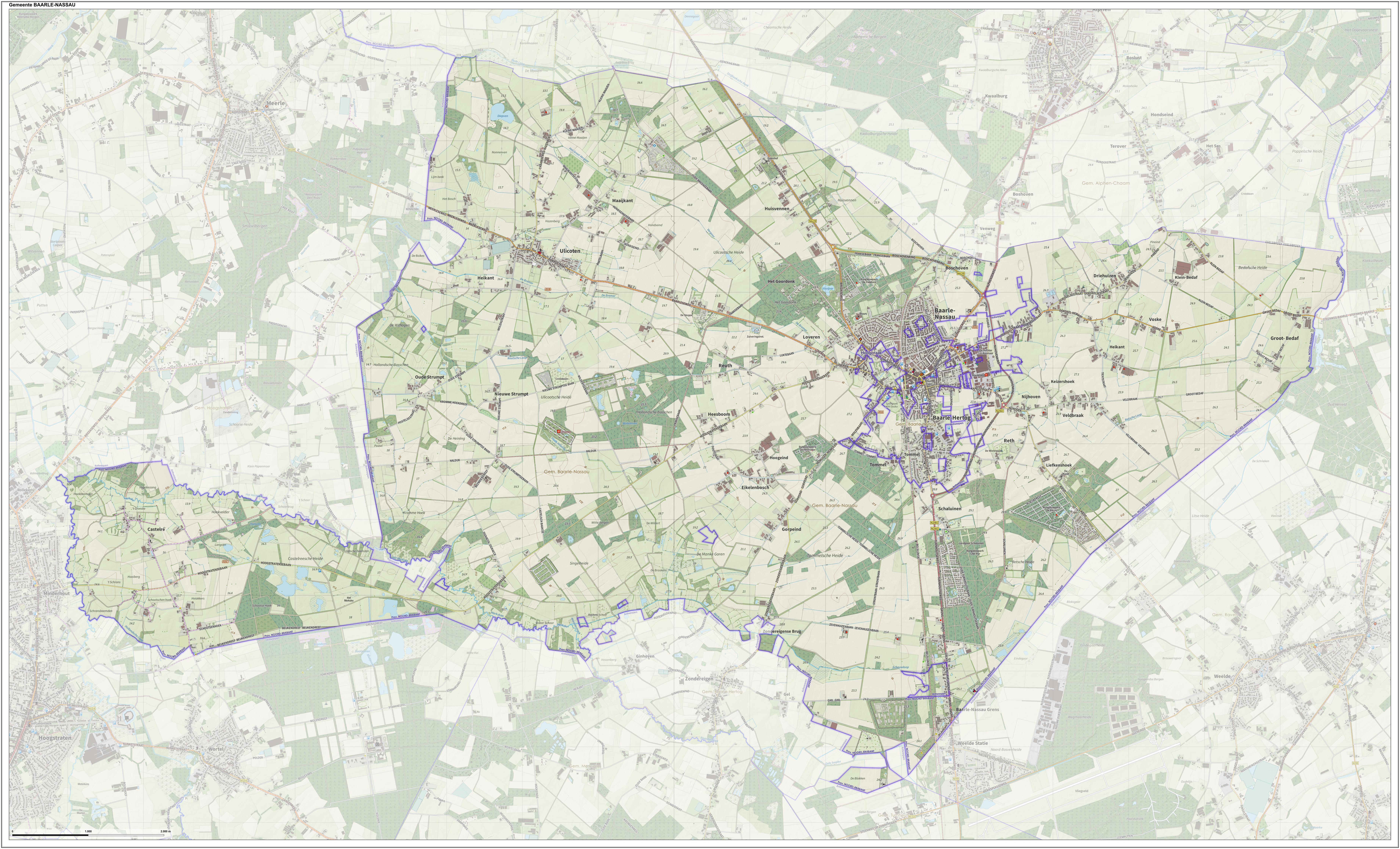
Baarle-Nassau térképe

A vita magvát I. Henrik brabanti herceg és egy földesúr, Godfried van Breda közti földügylet hintette el még 1198-ban, mely során Henrik két települést adott át Godfriednek, azonban ezen belül egyes földterületeket megtartott magának. A földterületek - parcellák - szétszórtan, nem egybefüggően helyezkednek el, közülük a legkisebb 2632 négyzetméter (két és félszer akkora, mint a budapesti Vörösmarty tér). A település mellett kialakult egy másik földesúrhoz tartozó falu is a 15. században, s a két község a parcellák révén teljesen egymásba ékelődve fejlődött tovább. Ezt a sajátos tulajdonjogi helyzetet a történelem során több alkalommal is rögzítették különböző dokumentumokban, többek között az 1648-as vesztfáliai békeszerződésben is.
1830-ban Belgium kivívta függetlenségét Hollandiától, a három érintett település pedig két országhoz került, köztük húzódott a belga–holland határ. 1836-ban a három község polgármestere helyszíni bejáráson rögzítette jegyzőkönyvben a határokat, ám ezt az okmányt csak 1841-ben írták alá. Ekkor még az enklávékat Hollandiához tartozónak írták. 1843. augusztus 8-án az államhatárokról szóló, Maastrichtben megkötött, belga–holland szerződés így fogalmaz az érintett települések közt húzódó határról: "Baarle-ban a határ megszakad, mivel azt lehetetlen megszakítás nélkül létrehozni". Így az államközi szerződésbe átemelték a polgármesterek által rögzített szerződést, ám a beékelődött területeket ekkor már Belgiumhoz tartozóként írták le.

A Belgium és Hollandia közti határ Baarle-Nassaunál

Ez a két, egymásnak ellentmondó dokumentum az elkövetkező évszázadban folyamatos vitákra adott okot. Időközben az addig jórészt mezőgazdasági művelés alatt álló földek jelentős része a települések növekedése miatt beépült: utcák alakultak ki rajtuk, és házakat építettek. Az ott lakók állampolgárságát az döntötte el, hogy házuk bejárati ajtaja merre nyílt, amit az itt élők ki is használtak, és aszerint építették - vagy falazták el - a bejárati ajtót, hogy melyik országban kedvezőbbek az adózási feltételek. 1875-ben egy belga bizottság elkezdett kidolgozni egy tervezetet a területek cseréjének lehetőségeinek feltérképezésére, de csak 1892-re lettek kész a javaslattal, amit azonban mindkét ország parlamentje elutasított.
1957-ben a két állam a Hágai Nemzetközi Bírósághoz fordult: Hollandia az 1841-ben aláírt, polgármesterek által végzett felmérésre, a belgák az 1843-as maastrichti szerződésre építették érveiket. 1959. június 20-án a bíróság Belgiumnak ítélte a területeket, vagyis a status quo fenntartását mondta ki ítéletében. A bonyolult határhelyzet azonban a hétköznapokban folyamatosan problémát okozott például a bűnüldözésben, de az itt élők is igyekeztek kihasználni a másik ország szabályozásában adódó kedvezőbb lehetőségeket, így például az olcsóbb belga csokoládé és cigaretta vagy a holland vasárnapi zárvatartás a kereskedelemben okozott egyenlőtlenségeket.
1986-ban az Európai Unió kezdeményezésére kötötték az úgynevezett Benelux megállapodást, melyben előírták, hogy az uniós tagállamok a határvitáikat milyen lehetőségek mentén rendezzék békés úton. Erre a megállapodásra építve 1996-ban ún. Baarle munkacsoportot hoztak létre a két település közreműködésével, hogy a vitás ügyeket rendezzék. Az elmúlt húsz év azonban nem hozott több megoldást, mint az ezt megelőző közel két évszázad.